# 班昭

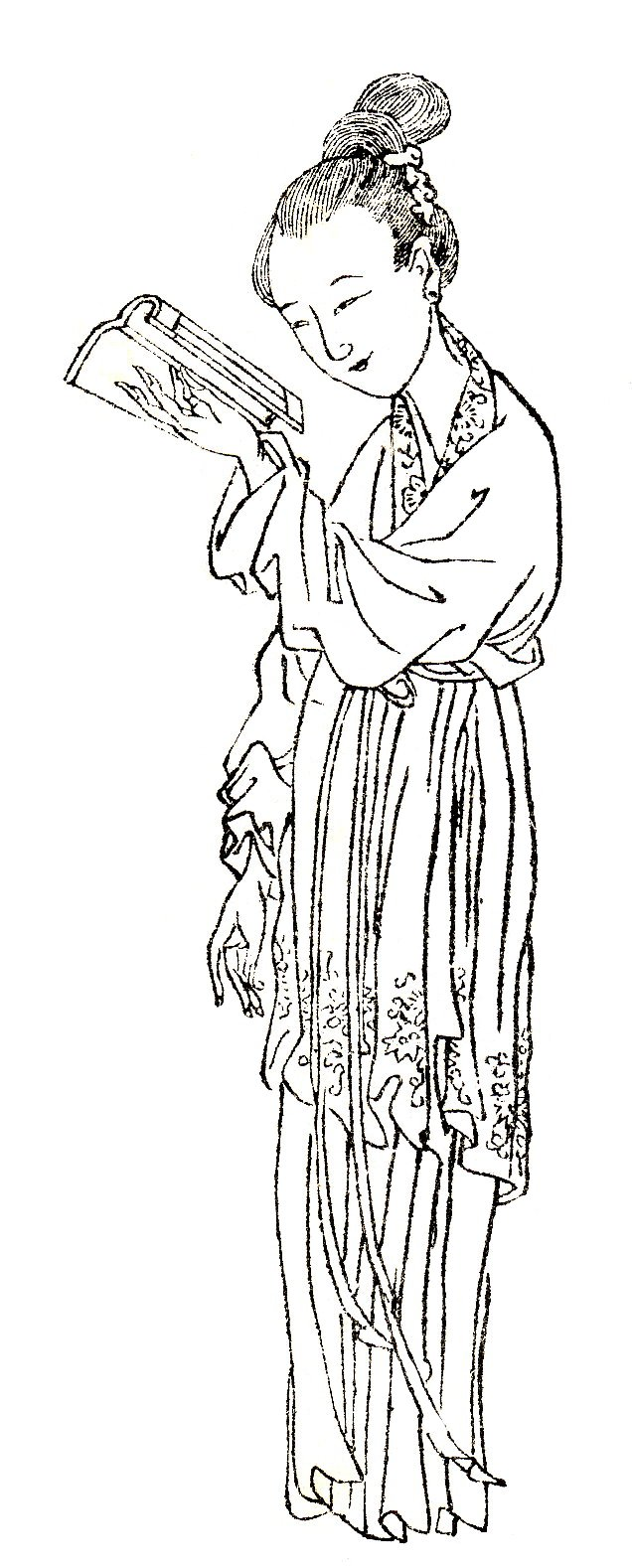
班昭・『晩笑堂竹荘畫傳』より

班 昭（はん しょう、45年? - 117?）は、中国・後漢の著作家。中国初の女性歴史家。和帝朝に仕える女官。一名は姫。字は恵姫、または恵班。

## 略歴
右扶風安陵県の人。歴史家の班彪の娘として生まれ、同じく歴史家の班固と、西域で活躍した武将である班超は兄である。班勇は甥（班超の三男）。
14歳で曹世叔に嫁いだが、世叔は早くに死に、彼女の才名を聞いた和帝が召し出して宮中に入れ、後宮后妃の師範とした。人々は敬して曹大家（そうたいこ）と称した。
兄の班固が『漢書』を未完成のまま亡くなったので、八表・天文志の稿を書き継いで完成させた。その他の著として、『女誡』7章、『続列女伝』2巻も彼女が選定したものと伝えられる。辞賦に長じて、父の班彪の『北征賦』に対して『東征賦』を作り、『文選』に収められ、漢代女流作家の第一人者に数えられる。ほぼ安帝の時代で元初年間（114年 - 119年）に没している。享年70余という。『後漢書』にその伝がある。

## 著作の日本語訳
- 『女誠』は『後漢書』列女伝中の斑昭伝に、また『列女伝』にも付録として収録されている。
  - 「列女伝」『中国の古典シリーズ３ 漢書・後漢書・三国志』1973年平凡社
  - 東洋文庫689『列女伝（3）』2001年平凡社

- 「東征賦」『新釈漢文大系80　文選（賦篇）中』1994年明治書院